# 花千芳
花千芳（1978年—），原名宁学明，中國辽宁省抚顺市清原满族自治县人，中国网络作家，现为抚顺市作家协会副主席，被新闻晨报称为“中国网络正能量四大写手之一”。

## 经历
花千芳出生于抚顺市清原满族自治县一个农民家庭，初中毕业后外出务工十年，之后返回家乡务农，养鸡、种地，同时从事网络写作。后来，花千芳在中共辽宁省委党校获得函授大专文凭。他自称家境贫穷买不起书，写作内容主要靠向网友学习。花千芳宣称自己是“自带干粮的五毛”（即不收钱的网络评论员），简称“自干五”。
2014年10月15日，花千芳和周小平以网络作家身份参加在北京召开的全国文艺工作座谈会，与中共中央总书记习近平会面并被其点名，习近平嘱咐「希望你们创作更多具有正能量的作品」，部分大陆媒体称此“引发广泛关注”。
2014年11月19日至21日，世界互联网大会在浙江乌镇举行，花千芳参加了其中的“乌镇网络名人论坛”，并在名人分论坛上发言。21日，他在自己新浪微博就此次会议发表感言说“中国引领信息时代的决心，已经是司马昭之心了”，引发网络热议和不少网民的嘲讽；该发言随后被删除。
2019年3月，花千芳在新浪微博上发微博表示学英语无用（後改稱苦学英语才无用），且语言西化会导致思维西化。该言论立即遭到王思聪驳斥，原先的答辯與論證很快失控，随即两人互相通过微博进行人身攻击和侮辱。该辩论一度登上新浪微博热搜。

## 争议
2014年全国文艺工作座谈会后，中国互联网上对周小平、花千芳出现种种恶评。香港《信报》2014年12月10日引述消息人士称，周小平和花千芳代表“民间草根力量”出席全国文艺工作座谈会，实际上是由于官方事前对两人的背景审查不足，不了解有关的负面情况。中共中央宣传部在风潮过后进行了弥补，包括禁止媒体采访两人，希望将事件逐步淡化。比如2014年11月在浙江乌镇举行的世界互联网大会上，两人仅参加了并不重要的“乌镇网络名人论坛”，也未获得任何官方媒体报道。

## 作品
- 《我们的末日》
- 《我们的征途是星辰大海》作家出版社，2014年12月，ISBN 9787506376761
- 《做一个幸福的中国人》作家出版社，2015年1月，ISBN 9787506377232